# Iliašovce
Iliašovce este o comună slovacă, aflată în districtul Spišská Nová Ves din regiunea Košice. Localitatea se află la altitudinea de 520 m deasupra n.m., se întinde pe o suprafață de 13,49 km2 și în 2017 număra 976 de locuitori.

## Istoric
Localitatea Iliašovce este atestată documentar din 1263.

## Demografie
| An:                | 1994 | 2004   | 2014   | 2024   |
| ------------------ | ---- | ------ | ------ | ------ |
| Număr de persoane: | 930  | 972    | 969    | 1011   |
| Diferență:         |      | +4,51% | −0,30% | +4,33% |

| An:                | 2023 | 2024   |
| ------------------ | ---- | ------ |
| Număr de persoane: | 1012 | 1011   |
| Diferență:         |      | −0,09% |